# 遮陽板

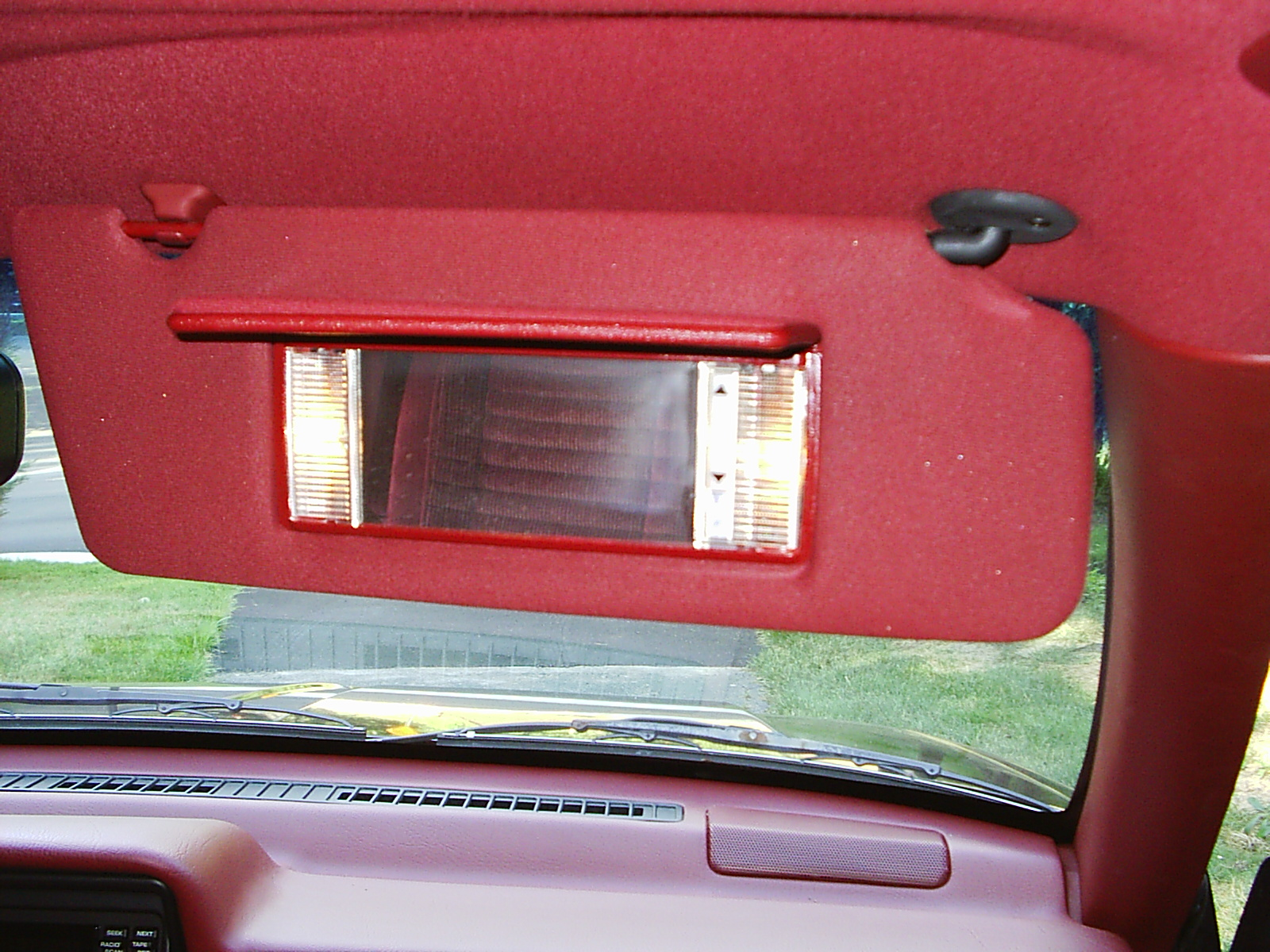
附有化妝鏡及照明燈的遮陽板

遮陽板（英語：Sun visor），也稱為防曬板，是指駕駛座與前方擋風玻璃之間的汽車內部組件。它的作用是幫助駕駛者和乘客能遮住陽光的眩光。

## 設計
現代汽車大多數都有兩個遮陽板，一個用於駕駛員上方，另一個用於前座乘客上方，照後鏡通常安裝在兩個遮陽板之間。每個遮陽板可以幫助阻擋陽光從擋風玻璃進入，一些遮陽板可調整方向以遮擋側車窗的陽光。
除了用於遮陽，有些遮陽板內側還裝有鏡子、小型照明燈或收納空間。